# Sternotomini
Sternotimini – plemię chrząszczy z rodziny kózkowatych i z podrodziny zgrzypikowych. 

## Zasięg występowania
Przedstawiciele tego plemienia występują w Afryce.

## Systematyka
Do Sternotomini zaliczane są 82 gatunki zgrupowane w 16 rodzajach:
- Anatragoides
- Anatragus
- Cylindrothorax
- Demagogus
- Freadelpha
- Geloharpya
- Mimotragocephala
- Paraprotomocerus
- Pinacosterna
- Protomocerus
- Pseudoharpya
- Pterochaos
- Stellognatha
- Sternoharpya
- Sternotomis
- Zographus

## Przypisy

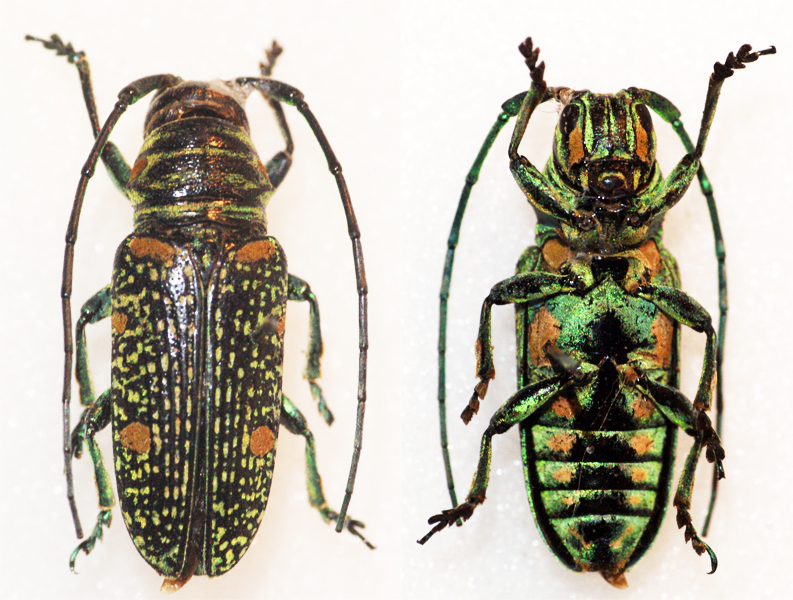
Pinacosterna mimica